# 2177 Олівер
2177 Олівер (2177 Oliver) — астероїд головного поясу, відкритий 24 вересня 1960 року.
Тіссеранів параметр щодо Юпітера — 3,189.